# Carlo Tonon
Carlo Tonon, né le 25 mars 1955 à San Vendemiano, dans la province de Trévise, en Vénétie, et mort le 17 juin 1996 à Stabiuzzo di Cimadolmo (province de Trévise), est un coureur cycliste italien des années 1980. 

## Biographie
Carlo Tonon est professionnel de 1982 à 1984. Il participe à deux Tours de France. Sa carrière est brutalement interrompue par une chute dans la descente du Col de Joux Plane, lors de la 19e étape du Tour de France 1984. Attardé, il heurte violemment un cyclotouriste, remontant la course en sens inverse, à 7 km de l'arrivée, jugée à Morzine. Il reste plusieurs jours dans le coma. Il garde des séquelles de cet accident,.

Il se suicide à l'âge de 41 ans.

## Palmarès
- 1976
  - 3e du Grand Prix de l'industrie et du commerce de San Vendemiano
- 1977
  - Grand Prix de l'industrie et du commerce de San Vendemiano
- 1980
  - Grand Prix de l'industrie et du commerce de San Vendemiano
- 1981
  - Circuito di Sant'Urbano
  - Grand Prix de Poggiana

## Résultats sur les grands tours

### Tour de France
2 participations.
- 1982 : 116e
- 1984 : abandon (19e étape)

### Tour d'Italie
1 participation
- 1983 : 134e